# Xi'an H-6

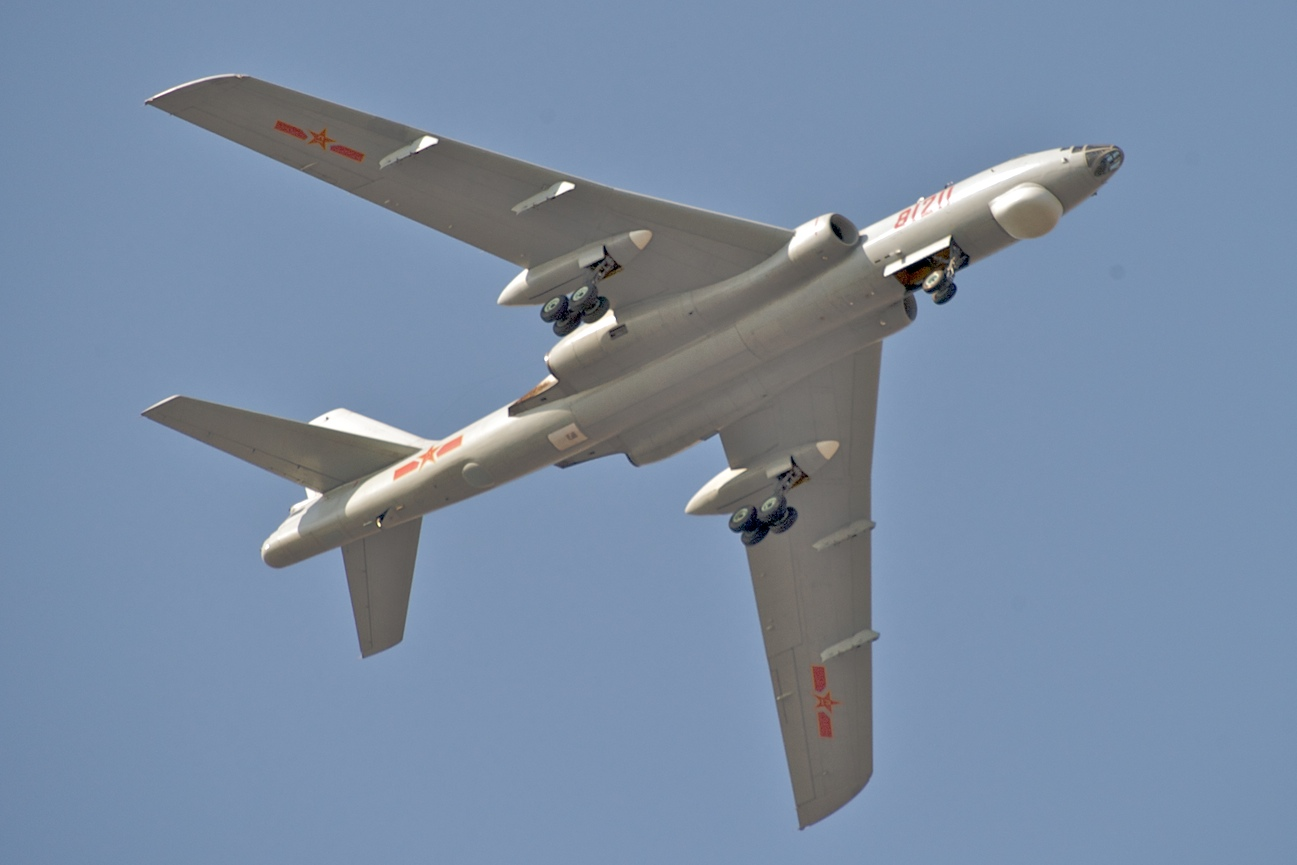
Xi'an H-6M

Сіань H-6 (кит. трад. 轟-6, спр. 轰-6, піньїнь: Hōng-6, акад. Хун-6, від кит. спр. 轰炸机, піньїнь: hōng zhà jī, акад. хун чжа цзи, буквально «бомбардувальник») — китайська ліцензійна копія радянського реактивного бомбардувальника Ту-16. Випускався на Сіаньському авіазаводі (西安飞机工业). Одна з модифікацій є носієм термоядерної зброї. Були створені також модифікації носіїв протикорабельних ракет, стратегічних крилатих ракет, паливозаправники. Поставлявся на експорт у Єгипет та Ірак.

## Історія
В жовтні 2020 року було оприлюднено відео, на якому було показано бомбардувальник H-6N, який ніс на зовнішній підвісці ракету, яка за зовнішнім виглядом схожа на прототип гіперзвукової боєголовки зі звичайним ракетним прискорювачем. А саме, ця ракета схожа на гіперзвукову ракету DF-17 наземного базування, що складається з першого ступеню від балістичної ракети DF-16 та гіперзвукового глайдера DZ-ZF як боєголовку.